# Vestenanova
Vestenanova is een gemeente in de Italiaanse provincie Verona (regio Veneto) en telt 2683 inwoners (31-12-2004). De oppervlakte bedraagt 23,9 km², de bevolkingsdichtheid is 112 inwoners per km².
De volgende frazioni maken deel uit van de gemeente: Castelvero, Bolca, Vestenavecchia.

## Demografie
Vestenanova telt ongeveer 997 inwoners. Het aantal inwoners steeg in de periode 1991-2001 met 4,9% volgens cijfers uit de tienjaarlijkse volkstellingen van ISTAT.
| Jaar | Inwoneraantal |
| ---- | ------------- |
| 1991 | 2493          |
| 2001 | 2614          |

## Geografie
De gemeente ligt op ongeveer 515 m boven zeeniveau.
Vestenanova grenst aan de volgende gemeenten: Altissimo (VI), Badia Calavena, Chiampo (VI), Crespadoro (VI), San Giovanni Ilarione, San Pietro Mussolino (VI), Selva di Progno, Tregnago.